# ТЕС Адамув
ТЕС Адамув (Adamów) – колишня вугільна теплова електростанція у центральній частині Польщі, котра знаходилась за шість десятків кілометрів на північний захід від Лодзі.

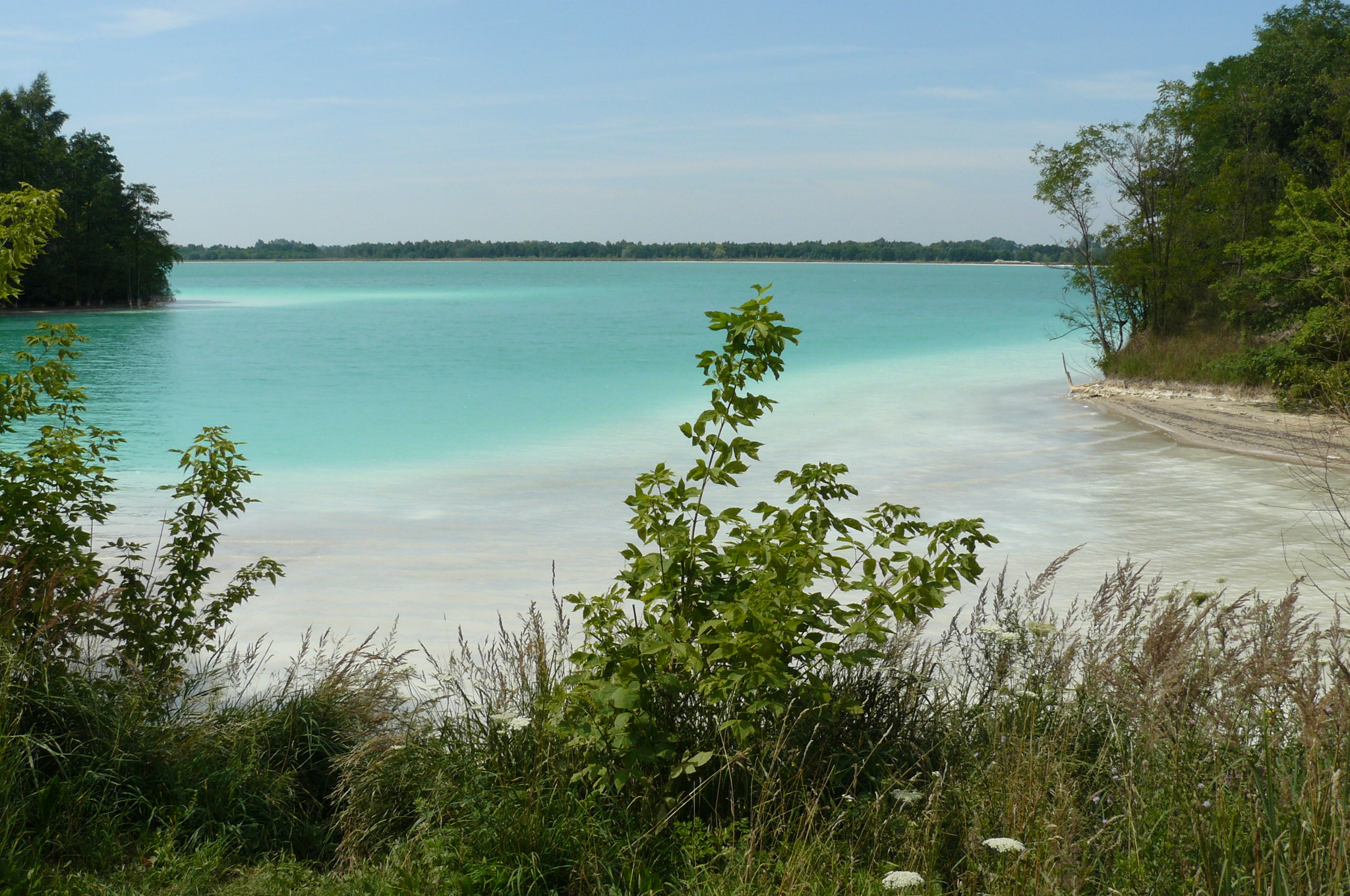
Золовідвал Гайовка

У 1960-х роках вирішили використати для виробництва електроенергії відкриті між Лодзю та Познаню запаси бурого вугілля. Вони залягали поряд з поверхнею та дозволяли вести видобуток відкритим способом, при цьому кілька теплових станцій комплексу Понтнув – Конін – Адамув звели безпосередньо в районі кар’єрів.
В 1964 – 1966 роках на майданчику ТЕС Аламув ввели в експлуатацію п’ять конденсаційних енергоблоків потужністю по 120 МВт. Котли ОР-380 для них постачила компанія Rafako (Рацибуж), тоді як парові турбіни та генератори виготовили Zamech (Ельблонґ) і Dolmel (Вроцлав). Паливна ефективність блоків становила 33,6%.
Вугілля постачали з кар’єру Адамув по залізничній гілці, котра не мала інших сполучень окрім ТЕС. Як допоміжне паливо використовували природний газ, котрий з 1971-го надходив по трубопроводу діаметром 400 мм із розташованого за вісім десятків кілометрів на південний захід від станції родовища Богдай-Уцехув (відоме високим вмістом азоту ). У 1977-му до Адамува проклали другий трубопровід діаметром 500 мм від Одолянува (в середині 1970-х через нього пройшов магістральний газопровід Ярослав – Щецин, до того ж саме в Одолянуві розмістили завод з вилучення азоту із продукції Богдай-Уцехув).
Видалення продуктів згоряння відбувалось за допомогою димаря висотою 150 метрів, а для охолодження води звели п‘ять градирень висотою 96 метрів та діаметром по основі 70 метрів.
Золу транспортували по пульпопроводу до розташованого за два кілометри від станції колишнього кар’єру Gajówka.
Видача продукції відбувалась по ЛЕП, розрахованій на роботу під напругою 110 кВ.
У 2018 році станцію закрили. Причиною стало те, що подальше продовження роботи було можливе лише при великих інвестиціях задля приведення ТЕС до екологічних нормативів Євросоюзу. При цьому в кар’єрі Адамув залишалось вугілля лише на 3-4 роки роботи, за які зазначені інвестиції не могли окупитись.